# 劉宗周
劉宗周（1578年—1645年），初名憲章，字起東，號念臺，晚年号克念，因讲学于蕺山书院，後人稱其為蕺山先生。浙江山陰縣（今屬紹興市）人。明朝末年哲學家、文學家、政治人物，“浙东学派”的重要代表人物之一。其著作以古奥难解著称。
劉宗周于萬曆二十九年（1601年）中進士，天啓年間因彈劾魏忠賢被罷官。崇禎年間複被啓用，后再次遭到彈劾。杭州失守后絕食而亡。
劉宗周一生掙扎統一宋明理學，思想變化非常明顯。他早年持程朱理學立場，中年時轉向王陽明心學，晚年意識到王學易與禪宗合流，立場再度動搖。著有《刘蕺山集》十七卷。劉宗周在明末影響很大，追隨者衆多，形成了“蕺山學派”，其思想深刻影響了黃宗羲、王夫之、陳確等人。黃宗羲以他的思想為指導編撰了《明儒學案》。

## 生平
劉宗周爲遺腹子，自幼隨母養於外祖父章穎家。章穎頗有學問卻屢試不第，徐階、陶望齡、周應中等人均出其門下。
萬曆二十五年（1597年），劉宗周中式丁酉科浙江鄉試四十六名舉人，萬曆二十九年（1601年），登辛丑科進士，都察院觀政，不久因母喪，守孝三年。师从湖州德清学者许孚远。萬曆三十二年（1604年），授行人，次年辞官侍养。三十九年補原职，四十二年养病。
天啟元年（1621年）起为禮部儀制司主事，二年升光禄寺丞，三年升尚寶司少卿，為官剛正，敢於直諫，官太仆寺少卿，“必三四辞而后受事”。四年起通政使司右通政，因得罪魏忠賢，五年削籍为民。
崇禎帝繼位，上書替楊漣、左光斗等平反，命宗周為順天府（今北京）府尹。崇禎元年（1628年），劉宗周指出崇禎帝施政弊病，上疏言：“陛下救治之心，操之太急。醞釀而為功利；功利不已，轉為刑名；刑名不已，流為猜忌；猜忌不已，積為壅蔽”，崇禎帝以為他迂闊，但仍嘆其忠。
崇禎二年，己巳之變起，京師被圍，米價騰躍，劉宗周上疏請罷九門稅，又修賈區以處貧民，為粥以養老疾，嚴行保甲之法，安定民心，並上書請求收瘞城址內外的明軍戰骸。劉宗周在任京尹期間，政令一新，力挫豪強；對太監無理請求都不答應，而被指責攻擊，宗周治事如常；武清伯手下毆國子監學生，宗周捶之，枷武清門外；又持明法紀，屢請蠲賑，勸士紳捐款設置學田資助貧窮士子等。崇禎三年，以病歸鄉，京師百姓為之罷市送行。
崇禎九年，朝廷下旨起用劉宗周，授工部左侍郎。他又上疏曰：“陛下求治太急，用法太嚴，布令太繁，進退天下士太輕。諸臣罪飾非，不肯盡職業，故有人而無人之用，有餉而無餉之用，有將不能治兵，有兵不能殺賊。流寇本朝廷赤子，撫之有道，則還為民”，屢次直言上疏，每受貶斥。崇禎十四年九月，吏部缺左侍郎，崇禎帝上朝時嘆氣說「劉宗周清正敢言，可用也」，於是再次起用了他，後官至左都御史。期間，劉宗周整頓吏治，又率廷臣上疏為盧象昇訴冤，使得朝廷恢復其名譽。隨後，宗周又因故被罷免。
崇禎十七年（1644年）三月，李自成破北京，崇祯帝自縊煤山，劉宗周徒步荷戈，詣杭州，責巡撫黃鳴駿發喪討賊，又與故侍郎朱大典，故給事中章正宸、熊汝霖召募義旅，以備勤王。五月，福王朱由崧登極於南京，以宗周為左都御史。宗周自稱草莽孤臣，屢次上書提出北伐，要求南明討賊復仇，後因劾馬士英、阮大鋮，被黜歸里。
弘光元年（清順治二年，1645年），多鐸率清軍攻陷杭州，劉宗周正在進餐，聞訊推食慟哭：“此余正命之时也”，決定絕食殉國。其门人王毓蓍率先投水自尽，他说：“吾讲学十五年，仅得此人。”有门生劝他：“死而有益于天下，死之可也；死而无益于天下，奈何以有用之身轻弃之？”答道：“吾固知图事贤于捐生，顾余老矣，力不能胜。”遂絕食二十日，闰六月八日卒，享年六十八。另一門生祝渊，在刘宗周卒前两日，亦自缢死。

## 思想

### 本體論
劉宗周認爲朱熹的“理氣二元論”支離破碎，在本體論上繼承和發展了張載的“唯氣論”，認爲氣（物質性質料）是構成天體萬物的本原:66-68，他説：“盈天地間一氣而已”:407、“天得之以爲以爲天；地得之以爲地；人物得之以爲人物”:378。劉宗周進而澄清了一系列概念，他認爲氣是最根本的存在，數是其的性質和運行規律，象是氣凝聚成物而呈現的形象，名是人類根據其具體形象賦予的名稱:427。劉宗周筆下的道和理是同義詞，指規定性形式:427。他援引張載“太虛即氣”反對“虛生氣”，他論證說無法區分純粹的無和氣，“非有非無之間，而即有即無，是為太虛。”:407-408劉宗周所言之氣，已經不完全是朱熹所言形而下的質料，而帶有黑格爾辯證之意味:82。
劉宗周發展出了“離氣無理”論，他説：“理即是氣之理，斷然不在氣先，不在氣外。”:378他反復强調，天、道、性這些普遍性并不存在於萬物之外，不是超越的存在，而是一切特殊性的總稱:428。劉宗周認爲氣的運動并非紛雜無序，而是由天理統御下的有序運動，他用衆星環繞北極星來比喻:277。他還指出人的存在和活動是宇宙的一部分，因此考察天理也就能認識人性，這爲他的心性論和功夫論提供了依據:430。

### 心性論
劉宗周的本體論落實到人身上就構成了他“形氣爲本”的心性論:423-424。正因爲氣外無理，所以不能脫離人心談人性，他説：“離心無性，離氣無理。”既然一切都是氣，那麽也就只有氣質之性而沒有義理之性，而氣質之性歸根到底就是氣運動的理，所以氣質之性就是天命之性，是善的:425。相反，如果采納朱熹的二元論，氣質之性和義理之性就是兩件事物，氣質之性就不必然是善的，這會導致王艮等人的相對主義:426。
劉宗周詳細研究了意識結構，他區分了心（心智）和意（意志）。劉宗周强調意是心之所存，不是心之所發，是構成心的氣運動的理，本身是不動的:435:412。劉宗周用指南針比喻心和意的關係，意是内在的、本質的好善惡惡的傾向，是心中本有的支配後天思維活動的原初意向:434，而不是對具體事物的觀念：“心所向曰意，正式盤針之必向南也，只向南，非起身至南也。”:1554劉宗周批評王陽明四句教沒有區分心和意，把二者混同為“良知”，造成了王陽明後學的混亂:414。但是劉宗周不是王陽明的批判者，他提出心意二分是爲了解決心學的問題:442-443。
構成心的氣和外界的氣相互作用產生運動，就產生了情:422。從他的心性論出發，劉宗周反對把人心和道心看成兩個事物，人心是人欲，道心是天理，他認爲人心即道心:426-427。他肯定心學“天下無心外之理，無心外之學”，對朱熹格物窮理之説提出了批評，認爲他“支離”:431。

### 工夫論
劉宗周哲學的功夫論圍繞著“慎獨”和“誠意”兩個核心概念展開，是他哲學中最具特色的部分。這兩個概念都從王陽明後學出發，但也融入了程朱理學的要素。劉宗周中年主要討論“慎獨”，晚年則以“誠意”為主綫，後者的提出標志著他的哲學建構完成:23-27。劉宗周對意識結構精細的解析，為是對陸九淵、王陽明的繼承和發展，讓心學理論在道德實踐中完備:419。

#### 慎獨
“慎獨”一詞出自《大學》和《中庸》。劉宗周從中提取出“慎獨”這個概念，並加以强調：“君子之學，慎獨而已矣”、“慎獨之外，別無學也”、“學問吃緊工夫，全在慎獨，人能慎獨，便為天地間完人”。所謂慎獨，就是在獨處時仍舊自我警惕，保持道德修養，然而劉宗周把它擡升至形而上學方法論的地位:33。劉宗周說慎獨的内涵在於主靜，在運動的氣中觀察靜止的理:47-50。劉宗周希望通過慎獨來調和理學和心學，將孔孟程朱王的功夫論全囊括在“慎獨”中，以避免支離:448。

#### 誠意
劉宗周總結當時王陽明後學有兩大弊病，一是“玄虛而蕩”的虛無主義，一是“情識而肆”的功利主義，爲此，他提出誠意說加以抗衡:103-104。誠意中的“誠”字并無實意，劉宗周解釋説：“本意如是，非誠之而後如是。意還其意之謂誠。”:407劉宗周認爲只有在意上做工夫才能提升修養，而王陽明後學大多沒有做到這點:164。

## 評價
《明史》:「劉宗周、黃道周所指陳，深中時弊。其論才守，別忠佞，足為萬世龜鑒。而聽者迂而遠之，則救時濟變之說惑之也。《傳》曰：「雖危起居，竟信其志，猶將不忘百姓之病也」，二臣有焉。殺身成仁，不違其素，所守豈不卓哉！」
《明季南略》:「公以宿儒重望，為海內清流領袖；嘗以出處卜國家治亂，而終以節見，悲夫！」
黃宗羲認爲劉宗周是宋明理學最後的殿軍。
牟宗三認爲劉宗周之死造成中華民族的命脈和中華民族的命脈都發生了重大危機。
陳來認爲劉宗周是典型的正直士大夫學者，剛正不阿。

## 政治主張
政治上，劉宗周認為崇禎皇帝「陛下求治之心，操之太急。醞釀而為功利，功利不已，轉為刑名；刑名不已，流為猜忌；猜忌不已，積為壅蔽。正人心之危，所潛滋暗長而不自知者」，從崇禎元年就先見性地切中崇禎一生㢢病。劉宗周主張求治不能遽急，應該「禦便殿以延見士大夫，以票擬歸閣臣，以庶政歸部、院，以獻可替否予言官」，不應該「縛文吏如孤雛，而視武健士不啻驕子」，對文官大開殺戮，對擁兵的武將放過不問。數前御前召對，劉宗周又直言「今急宜以收拾人心為本，收拾人心在先寬有司。參罰重則吏治壞，吏治壞則民生困，盜賊由此日繁」、「一旦天牖聖衷，撤總監之任，重守令之選，下弓旌之招，收酷吏之威，布維新之化」、「在陛下開誠布公，公天下為好惡，合國人為用舍，進賢才，開言路，次第與天下更始。」。
軍事上劉宗周指出「督、撫無權而將日懦，武弁廢法而兵日驕，將懦兵驕而朝廷之威令並窮於督、撫」，又提出「禦外以治內為本。內治修，遠人自服，幹羽舞而有苗格。」、「撤總監之任，重守令之選，下弓旌之招，收酷吏之威」、「大臣法，小臣廉，紀綱振肅，職掌在是，而責成巡方其首務也。巡方得人，則吏治清，民生遂」、「武備必先練兵，練兵必先選將，選將必先擇賢督、撫，擇賢督、撫必先吏、兵二部得人」。他主張由上而下先飭內治，選拔邊才，振作紀綱，後圖戎政。
又言「唐、宋以前，用兵未聞火器，自有火器，輒依為勁，誤專在此」、「邊臣不講戰守屯戍之法，專恃火器。近來陷城破邑，豈無火器而然？我用之製人，人得之亦可製我，不見河間反為火器所破乎？國家大計，以法紀為主。大帥跋扈，援師逗遛，奈何反姑息，為此紛紛無益之舉耶？」，直指明朝地方官將依賴火器，推諉卸責，朝廷應該振紀綱，明法令，注重人事，而不是只著重武。
弘光建立後，主張北伐，拒絕苟安，所謂「江左非偏安之業，請進圖江北。鳳陽號中都，東扼徐、淮，北控豫州，西顧荊、襄，而南去金陵不遠，請以駐親征之師。大小銓除，暫稱行在，少存臣子負罪引慝之心。從此漸進，秦、晉、燕、齊必有響應而起」、「新朝既立之後，謂宜不俟終日，首遣北伐之師。不然，則亟馳一介，間道北進，檄燕中父老，起塞上名王，哭九廟，厝梓宮，訪諸王。更不然，則起閩帥鄭芝龍，以海師下直沽，九邊督鎮合謀共奮，事或可為。而諸臣計不出此，則舉朝謀國不忠之當誅者又一」。

## 著述

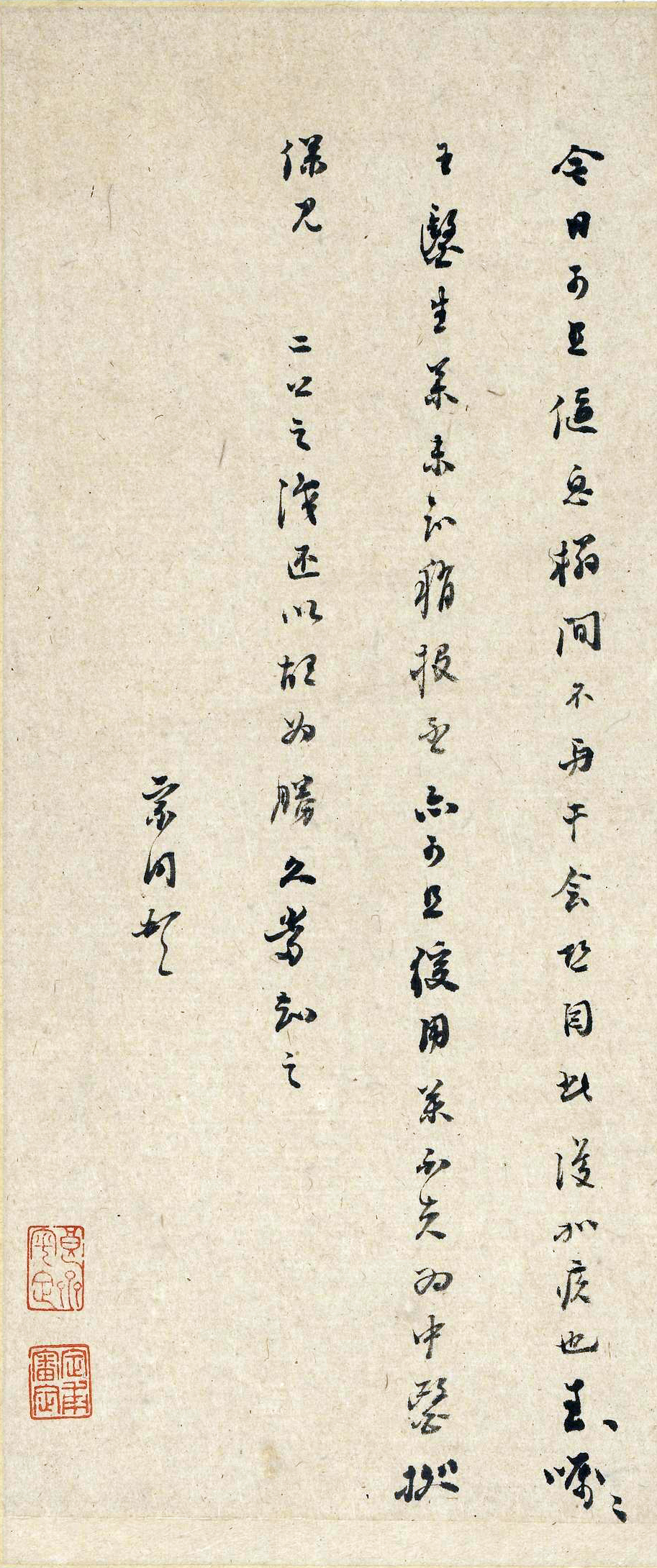
刘宗周手札

一生致力於講學和著述，因講學蕺山，创建證人書院，與陶奭齡共同講學，提倡“誠意”、“慎獨”之說，反對“廢聞見而言德性”，人稱之為“千秋正學”，學者稱為“蕺山先生”，黃宗羲、陳確是他的學生。著述宏富，約三十多種，收為《劉子全書》四十卷、《劉子全書遺編》二十四卷。

## 家族
曾祖劉槩。祖父劉焞。父劉坡，庠生，早逝。母亲章氏。長子劉汋，次子早夭。孫茂林、邓林。

## 研究書目
- 黄宗羲：《子刘子行状》卷下，见《黄宗羲全集》第一册
- 李明輝：〈劉蕺山對朱子理氣論的批判 （页面存档备份，存于）〉。
- 鍾彩鈞：〈《四庫全書》劉宗周著作初探 （页面存档备份，存于）〉。
- 杜维明：〈刘宗周《人谱》的道德精神世界 （页面存档备份，存于）〉。
- 黃敏浩：《劉宗周及其慎獨哲學》
- 陈永革著《儒学名臣——刘宗周传》. 浙江人民出版社. 2005年6月.

## 延伸阅读
[在维基数据编辑]
 《明史卷二百五十五》，出自《明史》
 在维基共享资源阅览影像